# Нижний Пинькай
Нижний Пинькай — деревня в Кезском районе Удмуртской республики.

## География
Находится в северо-восточной части Удмуртии на расстоянии приблизительно 14 км на юго-запад по прямой от районного центра поселка Кез.

## История
Известна с 1873 года как починок Пинькаевский с 11 дворами. В 1905 году здесь (Нижне-Пинькаевский или Старый Пинькай) учтено 14 дворов, в 1924 (уже деревня Пинькай Нижний
или Пинькай Новый) — 15. До 2021 года входила в состав Поломского сельского поселения.

## Население
Постоянное население составляло 106 человек (1873), 128 (1905), 116 (1924, все удмурты), 14 человек в 2002 году (удмурты 100 %), 3 в 2012.